# Ugljarevac
Ugljarevac (en serbe cyrillique : Угљаревац) est un village de Serbie situé dans la municipalité de  Stragari (Kragujevac), district de Šumadija. Au recensement de 2011, il comptait 129 habitants.

## Démographie
| 1948 | 1953 | 1961 | 1971 | 1981 | 1991 | 2002 | 2011 |
| ---- | ---- | ---- | ---- | ---- | ---- | ---- | ---- |
| 287  | 302  | 311  | 255  | 219  | 170  | 160  | 129  |

|  |